# Nowa Wieś Grodziska (stacja kolejowa)
Nowa Wieś Grodziska – nieczynna od 2000 stacja kolejowa w Nowej Wsi Grodziskiej, w Polsce. Stacja została otwarta 1 grudnia 1895 wraz z linią kolejową do Lwówka Śląskiego. W przeszłości była ona lokalnym węzłem kolejowym, gdzie swój początek miała linia dawnej Kolejki Bolesławieckiej.

## Położenie
Stacja jest położona w zachodniej części wsi Nowa Wieś Grodziska, ok. 2,5 km od jej zwartej zabudowy. Administracyjnie stacja położona jest w powiecie złotoryjskim, w gminie Pielgrzymka.
Stacja jest zlokalizowana na wysokości 279 m n.p.m.

## Historia

### Do 1945
Powstanie stacji wiązało się z doprowadzeniem linii kolejowej z Lwówka Śląskiego, która została wybudowana jako rekompensata za likwidację Jednostki Wojskowej w Lwówku Śląskim. Odcinek do Lwówka Śląskiego oddano do użytku 1 grudnia 1895. Kilka miesięcy później linię przedłużono do stacji Jerzmanice Zdrój. Odcinek Nowa Wieś Grodziska – Jerzmanice Zdrój otwarto 15 maja 1896.
Położenie stacji z dala od zwartej zabudowy Nowej Wsi Grodziskiej wiązało się z tym, iż pierwotnie ta stacja miała przede wszystkim obsługiwać kamieniołom na Kopce, jednakże lokalizacja stacji miała wpływ na dynamiczny rozwój wsi od końca XIX w.
W późniejszym czasie do stacji doprowadzono linię prywatnej Kolejki Bolesławieckiej (niem. Kleinbahn Bunzlau-Neudorf AG). Koncesję na budowę linii spółka otrzymała 18 kwietnia 1905. Linię do Bolesławca Wschód uruchomiono 10 kwietnia 1906. Z tego powodu rozbudowano na stacji układ torowy, a sama stacja stała się węzłem kolejowym. Układ torowy rozbudowano w południowej części stacji. Prywatna linia do Bolesławca nie mogła być traktowana na stacji równorzędnie z połączeniem państwowym Jerzmanice Zdrój – Lwówek Śląski, stąd na wysokości stacji wybudowano mały wiadukt nad tą drugą linią. Brak jest natomiast informacji, czy na stacji powstał jeszcze jeden budynek dworca. W tym czasie połączenia pasażerskie realizowane przez Kolejkę Bolesławiecką były od połowy lat 30. XX w. obsługiwane poza tradycyjnymi parowozami również lekkimi wagonami motorowymi (V-10 i V-11).

### Po 1945
Po 1945 sieć kolejowa na Dolnym Śląsku wraz ze stacją w Nowej Wsi Grodziskiej przeszła w zarząd PKP. Ten okres wiązał się z powolnym regresem sieci kolejowej, który się nasilił po 1989. Jednakże już w 1976 zlikwidowano połączenia pasażerskie na odcinku Nowa Wieś Grodziska – Bolesławiec Wschód, natomiast połączenie pasażerskie między stacjami Jerzmanice Zdrój a Lwówek Śląski zlikwidowano 1 października 1991. W międzyczasie, około 1977 stację zmodernizowano. Wtedy to przestano korzystać z wiaduktu położonego na wschód od stacji ze względu na jego zły stan techniczny i wybudowano tor odchodzący do Bolesławca z pominięciem przecięcia z linią główną. Ruch towarowy, a co za tym idzie całkowite zamknięcie linii prowadzących do Nowej Wsi Grodziskiej, nastąpiło najpierw na odcinku Jerzmanice Zdrój – Nowa Wieś Grodziska – Lwówek Śląski, który zamknięto w 1992, natomiast przewozy towarowe na dawnej linii Kolejki Bolesławieckiej trwały do 28 listopada 2000. Tę druga linię decyzją z 7 września 2005 skreślono z rejestru PKP Polskie Linie Kolejowe, a rozebrano w latach 2007–2008.

## Infrastruktura

### Linie kolejowe
Stacja Nowa Wieś Grodziska miała charakter stacji węzłowej. Z niej rozpoczynają lub przebiegają następujące linie:
- D. 284 Legnica – Pobiedna (10. posterunek ruchu; 36,451 km; linia nieprzejezdna),
- D.  323 Nowa Wieś Grodziska – Bolesławiec Wschód (1. posterunek ruchu; 0,000 km; linia rozebrana).

Stacja ze względu na to, iż była stacją węzłową, posiadała w przeszłości bogatą infrastrukturę, która uległa degradacji, zwłaszcza po zamknięciu w 2000 r. ostatniej prowadzącej do stacji linii, tj. do Bolesławca Wschód. Pierwotny układ torowy stacji to dwa tory główne zasadnicze z peronami, 4 tory składowe i 5 torów bocznicowych załadunkowych. Po zamknięciu linii tory uległy degradacji oraz stały się nieprzejezdne. Według stanu z 2005 na stacji znajdowały się jedynie dwa tory, a reszta została rozebrana.

### Perony
Na stacji znajdują się dwa perony, które są w złym stanie technicznym. Dodatkowo w południowej części stacji znajdował się peron prywatnej Kolejki Bolesławieckiej, z którego to przejeżdżały pociągi do Bolesławca Wschód.Peron Kolejki Bolesławieckie i peron z którego odjeżdżały pociągi do Bolesławiec Wschód to dwa różne perony i każdy był z innej strony stacji.

### Dworzec kolejowy oraz magazyn
Stacja posiada budynek dworca kolejowego, w którym mieściła się nastawnia Nwg. Budynek jest ceglany, dwukondygnacyjny, z dachem pokrytym papą. Dawniej w dworcu znajdowała się poczekalnia zimowa (przed II wojną światową znajdowała się tam restauracja), taras po restauracji przerobiony na poczekalnię letnią oraz kasa biletowa. Obecnie budynek pełni funkcje mieszkalne. Do dworca przylega magazyn towarowy. Przy budynku dworca znajdują się rampy: załadunkowa przy budynku oraz boczno-czołowa na końcu stacji.

### Wieża wodna
Na zachód od dworca kolejowego znajduje się wieża wodna. Ma ona ceglany trzon na planie ośmiokąta i drewnianą obudowę zbiornika. Jest ona w dobrym stanie i służy jako magazyn siana.

### Parowozownia
Mała parowozownia dawnej Kolejki Bolesławieckiej znajdowała się w południowo-wschodniej części stacji. Była ona jednostanowiskowa i została zburzona w 1992. Przez  PKP wykorzystywana była jako kuźnia

### Pozostała infrastruktura
Prócz omówionych elementów infrastruktury na stacji znajdowały lub znajdują się:
- budynek gospodarczy (wykorzystywany jako składzik)
- budynek gospodarczy adaptowany na mieszkanie kolejarzy
- plac ładunkowy z wagą wozową (rozebrana) i skrajnikiem,
- szalet,
- dwa żurawie do nawadniania parowozów.

## Połączenia
| Okres   | Stacja docelowa                                                                         | Liczba połączeń | Źródło        |
| ------- | --------------------------------------------------------------------------------------- | --------------- | ------------- |
| 1946/47 | Bolesławiec Płakowice                                                                   | 2               | [ 11 ] [ 12 ] |
| 1970/71 | Bolesławiec Wschód Legnica Lwówek Śląski Złotoryja Chojnów Jelenia Góra Świeradów Zdrój | 3 2 1           | [ 13 ] [ 14 ] |
| 1990/92 | Jelenia Góra Legnica                                                                    | 4               | [ 15 ]        |